# Thaumastura cora
A  tosquiadeira-peruana ou colibri-tesoura-cinzento (Thaumastura cora) é uma espécie de ave da família Trochilidae (beija-flores).
Pode ser encontrada nos seguintes países: Chile, Peru e possivelmente Equador.
Os seus habitats naturais são: matagal árido tropical ou subtropical, matagal húmido tropical ou subtropical, matagal tropical ou subtropical de alta altitude e florestas secundárias altamente degradadas.